# Рабов, Пётр Гаврилович
Пётр Гаврилович Рабов (10 (23) января 1904, д. Тихорево, Бежецкий уезд, Тверская губерния, Российская империя — 13 марта 1943, Печорлаг) — советский партийный деятель деятель, первый секретарь Калининского областного комитета ВКП(б) в 1937–1938. Входил в состав особой тройки НКВД СССР.

## Биография
Вступил в ряды РКП(б) в 1924 году, после чего его дальнейшая профессиональная карьера была связана с работой в различных комсомольских, партийных и советских органах власти.
- 1921—1922 гг. — ответственный секретарь Кушалинского волостного комитета РКСМ,
- 1922—1923 гг. — заведующий отделом политического просвещения Тверского губернского комитета РКСМ,
- 1923—1925 гг. — ответственный секретарь Вышневолоцкого уездного комитета РКСМ—ВЛКСМ,
- 1925—1927 гг. — заведующий агитационно-пропагандистским отделом Тверского губернского комитета ВЛКСМ,
- 1927—1929 гг. — заведующий агитационно-пропагандистским отделом Новоторжского уездного комитета ВКП(б),
- 1929—1930 гг. — заведующий Культурным отделом Тверского окружного Союза текстильщиков, член комитета ВКП(б) комбината «Пролетарка»,
- 1930—1934 гг. — ответственный, а затем, 1-й секретарь Новоторжского районного комитета ВКП(б),
- 1934—1936 гг. — первый секретарь Вышневолоцкого районного комитета ВКП(б),
- 1937—1938 гг. — второй (в июне–июле), первый секретарь Калининского областного комитета ВКП(б). Этот период отмечен вхождением в состав особой тройки, созданной по приказу НКВД СССР от 30.07.1937 № 00447[1] и активным участием в сталинских репрессиях[2].

В декабре 1937 г. был избран депутатом Совета Союза Верховного Совета СССР I созыва.
В августе-сентябре 1938 г. — ревизор-инспектор Главного льняного управления Народного комиссариата земледелия СССР.

## Арест
Был арестован 23 сентября 1938 г. Приговорён ВКВС СССР 16 февраля 1940 г. к 20-ти годам ИТЛ.
Скончался в Печорлаге.